# Biserica din Auvers
Biserica din Auvers este o pictură în ulei pe pânză de 94 × 74 cm, realizată în 1890 de pictorul olandez Vincent Willem van Gogh. Opera se află la Muzeul Orsay din Paris.

## Galerie de imagini

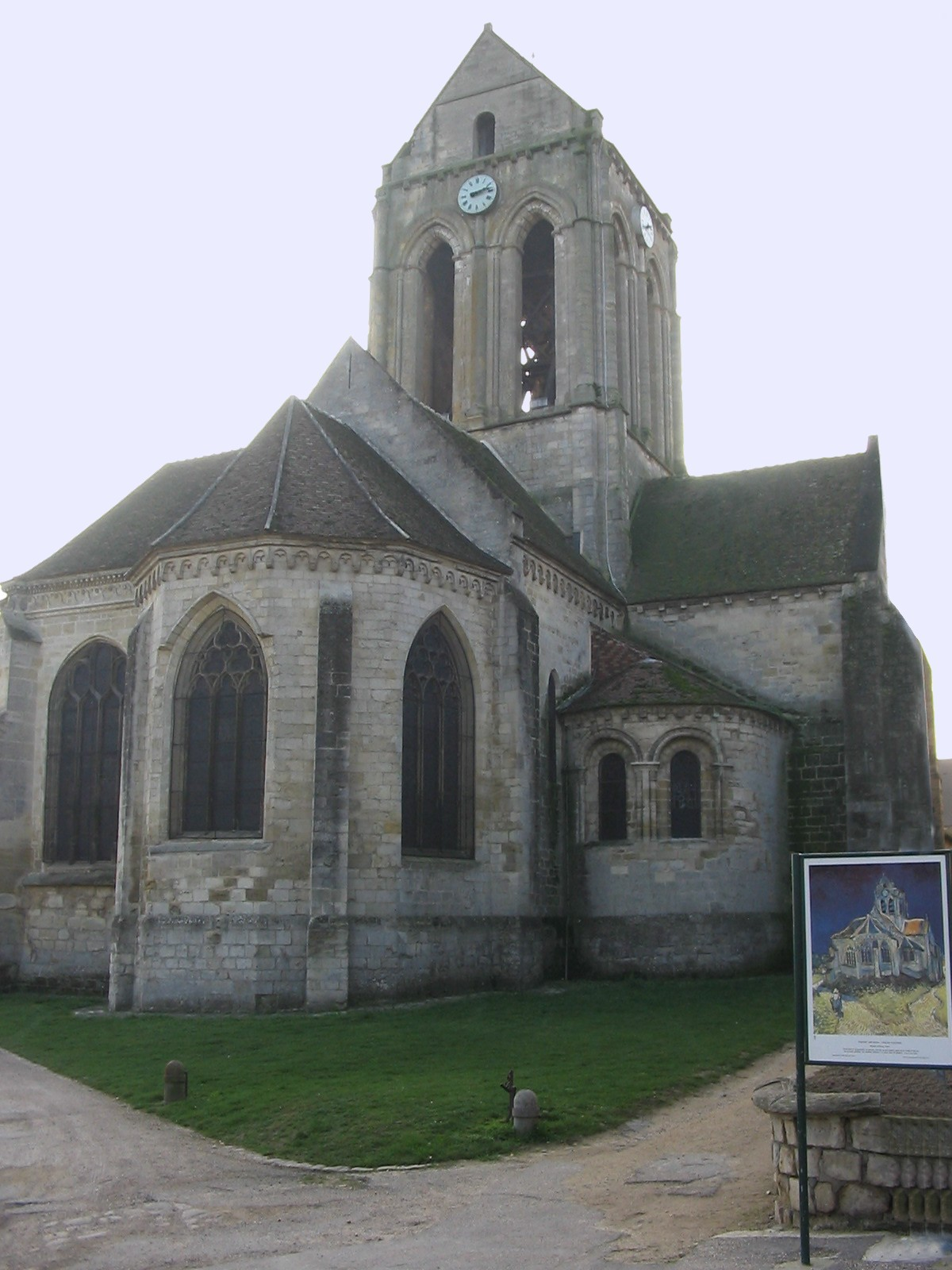
Biserica din Auvers în realitate